# Japanischer Fußball-Supercup 2025
Der japanische Fußball-Supercup 2025, aus Sponsorengründen auch  Fujifilm Super Cup 2025 genannt, wurde am 8. Februar 2025 zwischen dem Japanischen Meister 2024 Vissel Kōbe und dem Vizemeister Sanfrecce Hiroshima ausgetragen. Das Spiel fand im Nationalstadion in Tokio statt. Sanfrecce Hiroshima gewann das Spiel vor 53.343 Zuschauern durch die Tore von Tolgay Arslan (12') und Hayato Araki (70') mit 2:0.

## Spielstatistik
| Paarung             | Vissel Kōbe – Sanfrecce Hiroshima |
| Ergebnis            | 0:2 (0:1) |
| Datum               | 8. Februar 2025 um 13:35 Uhr |
| Stadion             | Nationalstadion (Tokio, 2019), Tokio |
| Zuschauer           | 53.343 |
| Schiedsrichter      | Takafumi Mikuriya |
| Tore                | 0:1 Tolgay Arslan (12.) 0:2 Hayato Araki (70.) |
| Vissel Kōbe         | Shōta Arai – Mitsuki Hidaka (85. Yūya Kuwasaki), Tetsushi Yamakawa, Takuya Iwanami, Yūta Koike (64. Yoshinori Mutō) – Mitsuki Saitō, Haruka Motoyama (64. Gōtoku Sakai), Kakeru Yamauchi – Nanasei Iino (46. Kōya Yuruki), Daiju Sasaki (64. Yūya Ōsako), Niina Tominaga Cheftrainer: Takayuki Yoshida          |
| Sanfrecce Hiroshima | Keisuke Ōsako – Tsukasa Shiotani, Hayato Araki, Shō Sasaki – Shūto Nakano (89. Naoto Arai), Yōtarō Nakajima, Satoshi Tanaka (69. Hayao Kawabe), Shunki Higashi (69. Daiki Suga), Mutsuki Katō (89. Sota Koshimichi), Tolgay Arslan (76. Sota Nakamura) – Ryō Germain Cheftrainer: Michael Skibbe ( Deutschland) |
| Gelbe Karten        | Tetsushi Yamakawa (59.), Mitsuki Saito (78.), Takuya Iwanami (87.) – keine |

### Auswechselspieler
| Auswechselspieler | Auswechselspieler |
| --- | --- |
| Vissel Kōbe | Sanfrecce Hiroshima |
| - Daiya Maekawa - Matheus Thuler - Yūki Honda - Gōtoku Sakai (64.) ▲ - Takahiro Ōgihara - Yoshinori Mutō (64.) ▲ - Kōya Yuruki (46.) ▲ - Yūya Kuwasaki (85.) ▲ - Yūya Ōsako (64.) ▲ | - Yūdai Tanaka - Taichi Yamasaki - Naoto Arai (89.) ▲ - Hayao Kawabe (69.) ▲ - Daiki Suga (69.) ▲ - Shion Inoue - Sota Koshimichi (89.) ▲ - Makoto Mitsuta - Sota Nakamura (76.) ▲ |